# Marshevet Hooker
Marshevet Dante Hooker (Dallas, 25 settembre 1984) è un'ex velocista statunitense.

## Biografia
Si mette in luce fin da juniores vincendo la medaglia di bronzo sui 100 m piani ai Mondiali di categoria di Kingston del 2002.
Ai trials statunitensi del 2008 si classifica 4ª sui 100 m e 3ª sui 200 m piani, conquistando così la qualificazione per i Giochi olimpici di Pechino su quest'ultima distanza. Alle Olimpiadi ottiene il 5º posto sui 200 m.
Chiude la stagione agonistica del 2008 con due ottimi risultati alla World Athletics Final di Stoccarda, un 3º posto sui 100 m e un 2º posto sui 200 m.
Nel 2009 ai trials giunge ancora 3ª sui 200 m, garantendosi così la partecipazione ai Mondiali di Berlino. Nella rassegna iridata è però costretta a ritirarsi durante le semifinali dei 200 m a causa di un infortunio.
Sorella maggiore della pallavolista Destinee Hooker, Marshevet era allenata dall'ex velocista e medaglia d'oro olimpica Jon Drummond.

## Palmarès
| Anno | Manifestazione    | Sede     | Evento      | Risultato  | Prestazione | Note                                    |
| ---- | ----------------- | -------- | ----------- | ---------- | ----------- | --------------------------------------- |
| 2002 | Mondiali juniores | Kingston | 100 m piani | Bronzo     | 11"48       |                                         |
| 2002 | Mondiali juniores | Kingston | 4×100 m     | Argento    | 43"66       |                                         |
| 2008 | Giochi olimpici   | Pechino  | 200 m piani | 5ª         | 22"34       | Miglior prestazione personale           |
| 2009 | Mondiali          | Berlino  | 200 m piani | Semifinale | dnf         |                                         |
| 2011 | Mondiali          | Taegu    | 100 m piani | 8ª         | 11"33       |                                         |
| 2011 | Mondiali          | Taegu    | 4×100 m     | Oro        | 41"56       | Miglior prestazione mondiale stagionale |

## Altre competizioni internazionali
2008
- Bronzo alla World Athletics Final ( Stoccarda), 100 m piani - 11"06
- Argento alla World Athletics Final ( Stoccarda), 200 m piani - 22"69